# Diego Loureiro
Diego Terra Loureiro (Rio de Janeiro, 28 luglio 1998) è un calciatore brasiliano, portiere del Boavista-RJ.

## Carriera
Cresciuto nel settore giovanile del Botafogo, debutta in prima squadra il 26 agosto 2018 in occasione dell'incontro di Série A vinto 2-0 contro lo Sport Recife.

## Statistiche
Statistiche aggiornate al 13 febbraio 2021.

### Presenze e reti nei club
| Stagione        | Squadra         | Campionato      | Campionato | Campionato | Coppe nazionali | Coppe nazionali | Coppe nazionali | Coppe continentali | Coppe continentali | Coppe continentali | Altre coppe | Altre coppe | Altre coppe | Totale | Totale | Totale |
| Stagione        | Squadra         | Comp            | Pres       | Reti       | Comp            | Pres            | Reti            | Comp               | Pres               | Reti               | Comp        | Pres        | Reti        | Pres   | Reti   |        |
| --------------- | --------------- | --------------- | ---------- | ---------- | --------------- | --------------- | --------------- | ------------------ | ------------------ | ------------------ | ----------- | ----------- | ----------- | ------ | ------ | ------ |
| 2018            | Botafogo        | A/RJ+A          | 0+1        | 0          | CB              | 0               | 0               | CS                 | 1                  | -2                 |             | -           | -           | 2      | -2     |        |
| 2019            | Botafogo        | A/RJ+A          | 0          | 0          | CB              | 0               | 0               | CS                 | 0                  | 0                  |             | -           | -           | 0      | 0      |        |
| 2020            | Botafogo        | A/RJ+A          | 0+7        | -15        | CB              | 0               | 0               |                    | -                  | -                  |             | -           | -           | 7      | -15    |        |
| 2021            | Botafogo        | A/RJ+B          | 1+28       | 0;-20      | CB              | 0               | 0               |                    | -                  | -                  |             | -           | -           | 29     | -20    |        |
| 2022            | Botafogo        | A/RJ+A          | 2+2        | -3;-2      | CB              | 1               | 0               |                    | -                  | -                  |             | -           | -           | 5      | -5     |        |
| 2022            | Atl. Goianiense | A/RJ+A          | 0+2        | -2         | CB              | 0               | 0               | CS                 | 0                  | 0                  |             | -           | -           | 2      | -2     |        |
| 2023            | Atl. Goianiense | A/RJ+A          | 1+0        | -4         | CB              | 0               | 0               |                    | -                  | -                  |             | -           | -           | 1      | -4     |        |
| Totale carriera | Totale carriera | Totale carriera | 44         | -46        |                 | 1               | 0               |                    | 1                  | -2                 |             | -           | -           | 46     | -48    |        |